# 沃伊捷赫·沙法里克

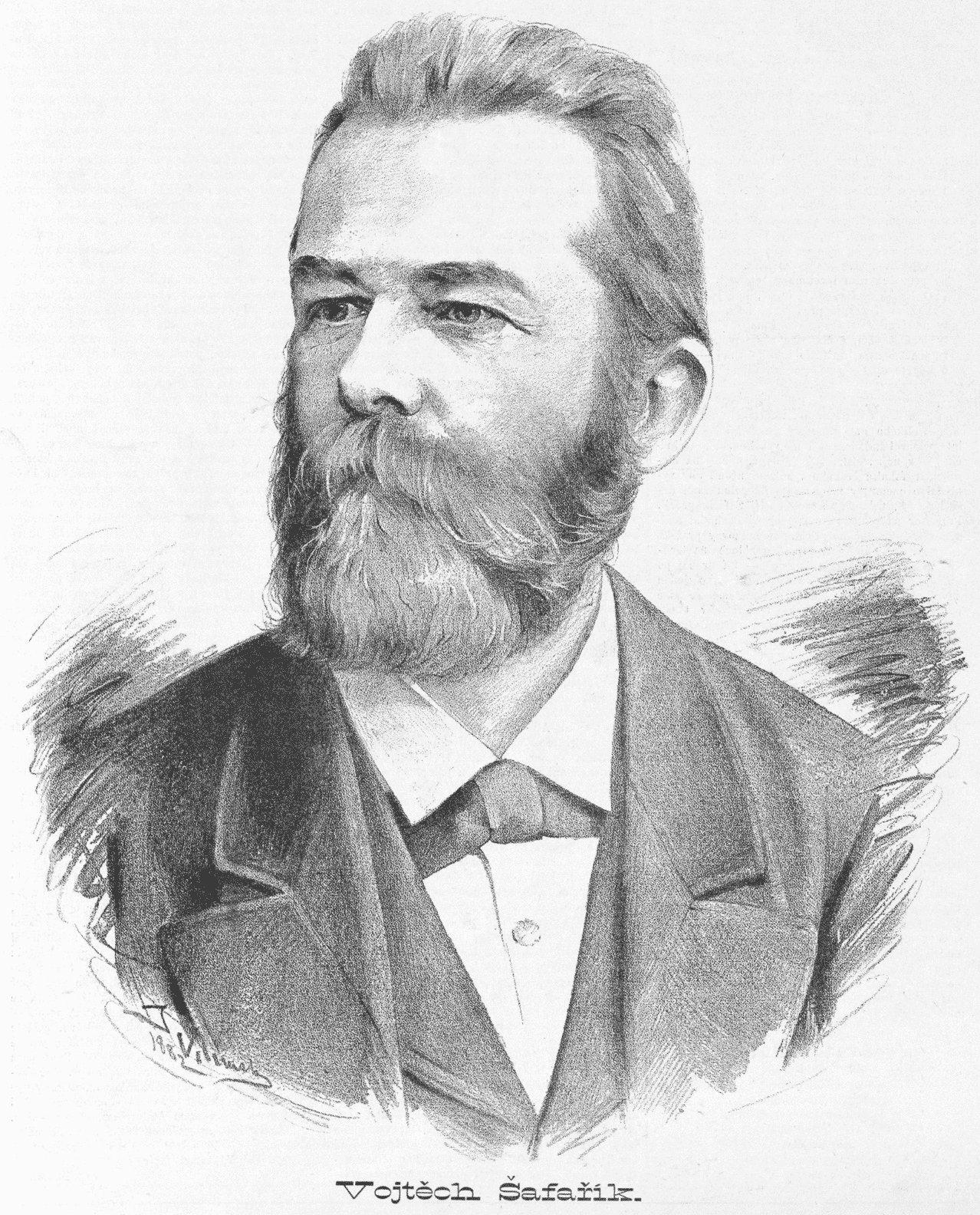
沃伊捷赫·沙法日克的肖像

沃伊捷赫·沙法日克（捷克語：Vojtěch Šafařík；1829年10月26日—1902年7月2日），是一位捷克化学家，专门从事无机化学研究。
沃伊捷赫·沙法日克是斯拉夫學者帕維爾·約瑟夫·沙法里克之子。他出生于捷克巴奇-博德罗格省诺威萨，曾写过很多流行教科书，对变星进行过2万多次观察。他的妻子暨同事保琳娜·沙法日科娃（捷克語：Paulína Šafaříková）则对历史和天文学普及感兴趣。
月球上“沙发利克环形山”就是以他的名字命名的，同样，小行星8336也是以沙发利克及他的妻子之名而命名，1902年7月2日他在布拉格去世。